# Evolución histórica del latín
Este artículo describe la evolución histórica del latín, especialmente los cambios que tuvieron lugar entre los siglos II dC y la aparición de las lenguas romances.

## Del latín clásico al latín vulgar

### Cambios fonéticosdel latín vulgar
Los romanos vivían en situación de diglosia: el latín de los textos literarios o sermo urbanus (el ‘discurso urbano’, es decir, refinado) se encontraba estancado por la gramática (como ya lo estaba el sánscrito en la misma época en India). Por lo tanto la lengua de cada día no era el latín clásico sino una forma distinta aunque cercana, en un proceso de desarrollo más libre, el sermo plebeius (‘discurso plebeyo’). 
Parece ser que el latín clásico no se limitaba a un empleo libresco, sino que lo hablaban las clases sociales elevadas, mientras que el sermo plebeius era la lengua del pueblo llano, los comerciantes y los soldados. Sin posibilidad de acceder a la condición de lengua literaria, el latín vulgar nos es conocido sobre todo por la lingüística histórica, citas y críticas pronunciadas por los hablantes de un latín literario, así como por numerosas inscripciones, registros, cuentas y otros textos corrientes.
Por otra parte, el Satyricon de Petronio, una especie de “novela” escrita probablemente en el primer siglo de nuestra era y que fue pasando por los entornos marginales de la sociedad romana, es un testimonio importante de esta diglosia: los personajes se expresan —según su categoría social— en una lengua más o menos próxima al arquetipo clásico.
Entre los textos que han censurado las formas juzgadas decadentes y erróneas, hay que destacar el Appendix Probi una especie de compilación de “errores” frecuentes, recopilados por un tal Probus, que data del siglo III de nuestra era. Son estas formas, y no sus equivalentes en latín clásico, las que se encuentran en el origen de las palabras utilizadas en las lenguas romances.
He aquí algunos ejemplos de “faltas” citadas por Probus (según el modelo A non B, ‘[diga] A no B’), clasificadas aquí según el tipo de evolución fonética y acompañadas de comentarios que permiten señalar las principales diferencias entre el latín clásico y el latín vulgar. No es posible ser exhaustivo en la materia e incluir referencias a todas las diferencias entre el latín clásico y el vulgar, pero el Appéndix Probi puede constituir una introducción pertinente a este asunto:

#### 1.Cálida non calda,másculus non masclus,tábula non tabla,óculus non oclus, etcétera
Estos ejemplos muestran que las vocales post-tónicas o las pre-tónicas se volvían mudas por la síncopa. En efecto, las palabras latinas se acentúan cálida, másculus, tábula y óculus, y la vocal siguiente era breve. Este enmudecimiento prueba también que el acento tonal del latín clásico se volvió acento de intensidad en latín vulgar (pues un acento tonal no habría tenido influencia alguna sobre todas las vocales átonas del entorno). Se reconocen en esta lista los ancestros de caldo, macho, tabla y ojo, notándose la evolución ya descrita.

#### 2.Vínea non vinia,sólea non solia,láncea non lancia, etcétera
En este pasaje se ve que en latín vulgar la /e/ breve ante vocal se convierte en semiconsonante /j/ (la inicial de “yate”); el fenómeno es denominado consonantización y consiste, tras consonante, en la palatalización. Estas consonantes palatalizadas (que pueden provenir de otras fuentes), son importantes en la evolución de las lenguas románicas a causa de la deficiencia que el latín tenía en cuanto a sonidos palatales, desequilibrio que al cabo originó la transformación de gran parte de las consonantes primitivas del latín, por obra de este elemento palatal denominado genéricamente yod. Esta transformación explica por qué se obtiene, por ejemplo, viña (con /nj/ ante /a/, señalada en las lenguas románicas por distintas grafías: el dígrafo gn en francés y en italiano, ny en catalán, ñ en castellano y en gallego, nh en portugués y occitano, etc.).

#### 3.Áuris non oricla
En este ejemplo Probo observa numerosos fenómenos: en primer lugar, la monoptongación o reducción de antiguos diptongos: /au/ se monoptonga en /o/, /ae/ se convierte en /e/ abierta, y /oe/ pasa a /e/ cerrada. Después, el uso de un sufijo diminutivo -culus agregado a la raíz áuris (‘oreja’), da lugar a aurícula, ‘pequeña oreja’. En efecto, en latín vulgar es frecuente el empleo de diminutivos. Por otra parte, se echa de ver la caída de la /u/ breve tras vocal acentuada, y el encuentro entre /k/ y /l/ da lugar al grupo /k'l/ y a la aparición de un nuevo fonema consonántico, la /x/ velar fuerte del español (la jota de “oreja”).

#### 4.Auctor non autor
Se destaca aquí una simplificación o reducción de grupos consonánticos. Así, /kt/ pasa a /t/ como en autor en español y catalán, y auteur en francés. Aunque más generalmente /kt/ pasa en español a /č/ como en octo > ocho, lacte > leche. Por lo mismo, /pt/ pasa a /t/ (septem, scriptum, ruptum), que evolucionaron en “siete”, “escrito” y “roto”.

#### 5.Rivus non ríus,síbilus non sífilus
El sonido /w/ del latín o wau, señalado por la letra u (o v en las ediciones modernas) ha evolucionado de maneras diversas, sea ensordeciéndose hasta la desaparición entre vocales (ri(v)us, que da “río” en español, pa(v)or que da peur en francés o paúra en italiano), o en espirante bilabial sonora después reforzada en /v/ (en la mayoría de las lenguas románicas); /p/ y /b/ en posición intervocálica han conocido la misma suerte, lo que explica que síbilus dé sífilus, sabiendo que /f/ no es ya más que la variante sorda de /v/; así se explica siffler en francés (de sibilare, que se vuelve sifilare y luego siflare) o el francés savoir (de sapere, luego sabere, savere; el español “saber” muestra, por su ortografía, que ha permanecido en el estado intermedio, etc).

#### 6.Pridem non pride
Este último ejemplo muestra que /m/ al final de palabra ya no se pronuncia (lo que incluso sucede en latín clásico: la escansión del verso latino lo prueba fácilmente). Este enmudecimiento es, entre otros, el origen de la desaparición del mecanismo de las flexiones; las lenguas románicas no utilizan, en efecto, ya las declinaciones latinas y optan por utilizar preposiciones, que nacieron como un sistema auxiliar y poco a poco fueron sustituyendo a la flexión.
Esta lista no es exhaustiva y sería necesario abordar la cuestión de la diptongación “panromana” (que conocen todas las lenguas románicas) y señalar qué número de vocales se han generado como consecuencia de las diptongaciones secundarias.

### Transformaciones del sistema morfosintáctico

#### Sistema nominal
La caída de la /m/ final, consonante que se la encuentra a menudo en la flexión, crea entonces una ambigüedad: Romam se pronuncia como Roma, por lo que no se puede saber si el término está en nominativo, acusativo o ablativo. Para evitar tal ambigüedad, las lenguas románicas tienen que utilizar preposiciones. Antes de decir Roma sum por ‘yo estoy en Roma’ o Roma(m) eo por ‘yo voy a Roma’, hubo que expresar esas dos frases por sum in Roma y eo ad Roma. En este aspecto, conviene recordar que si ya —en latín clásico, desde la época imperial— la /m/ al final de palabra se omitía, no se podía confundir Roma sum con Roma(m) eo: en el ablativo (Roma sum), la /a/ final era larga; en cambio era breve en el acusativo: en el primero se pronunciaba /rōmā/, y en el segundo /rōmă/. El latín vulgar, no obstante, no utilizaba más el sistema de cantidades vocálicas: ambas formas son un tanto ambiguas.
En un mismo movimiento, los adverbios y las preposiciones simples son a veces reforzadas: ante, ‘antes’, ya no basta; hay que poner ab + ante en vulgar para explicar el francés avant, el español antes, el catalán abans y el occitano avans, o bien in ante para el rumano o el asturiano înainte enantes, etcétera.; igualmente avec proviene de apud + hoc, dans de intus, etc. 
El caso límite parece ser alcanzado con el francés aujourd'hui, noción que se decía simplemente hodie en latín clásico. El término francés se analiza en à + le + jour + de + hui, donde hui viene de hodiē (que se encuentra en el español “hoy”, el catalán avui y hui, en el occitano uèi, en el italiano oggi, en el asturiano güei, en el romanche hoz o en el valón oûy). El compuesto aglutinado resultante es, en consecuencia, redundante, ya que significa término a término: ‘en el día de hoy’ (en francés au jour d’aujourd’hui). 
Ciertas lenguas conservadoras, entretanto, han mantenido adverbios y preposiciones simples: el español “con” y el rumano cu vienen de cum, igualmente que en español o în rumano son heredados de in. Se ve también este fenómeno con los términos simples heredados de hodiē.
De lengua flexional a la sintaxis ágil (el orden de los términos no cuentan enormemente para el sentido sino principalmente para el estilo y el énfasis), el latín vulgar llegó a ser un conjunto de lenguas, que utilizaban muchas preposiciones, en las cuales el orden de los términos es fijo: si en latín es posible decir Petrus Paulum amat o amat Petrus Paulum o Paulum Petrus amat o aun amat Paulum Petrus para querer decir que 'Pedro ama a Pablo', esto no es posible en las lenguas románicas, que han abandonado más o menos rápidamente las declinaciones; así, en francés “Pierre aime Paul” y “Paul aime Pierre” tienen un sentido opuesto, sólo el orden de los términos indican quién es sujeto y quién es objeto.
Cuando las lenguas románicas mantuvieron un sistema de declinaciones, éste se ha simplificado y se limita a aquellos casos (con excepción del rumano): lo que ocurre en antiguo francés y en antiguo provenzal, que no poseen más que dos, el caso sujeto (heredado del nominativo) y el caso objeto (proveniente del acusativo), para todo lo que no sea sujeto. En francés, casi siempre, el caso sujeto desapareció; los nombres actuales heredados del francés antiguo son entonces todos del antiguo caso objeto y, por lo tanto, de antiguos acusativos; se lo puede constatar con un simple ejemplo:
|            | singular | plural |             | singular | plural | singular | plural |
| nominativo | murus    | muri   | caso sujeto | murs     | mur    | mur      | murs   |
| acusativo  | murum    | muros  | caso objeto | mur      | murs   | mur      | murs   |

El rumano, sin embargo, conserva un sistema flexional con tres casos sincréticos: “caso directo” (nominativo + acusativo), “caso oblicuo” (genitivo + dativo) y “vocativo”. Estos casos se distinguen principalmente cuando el nombre está marcado por el artículo definido. En caso contrario, tienen tendencia a ser confundidos.
Otros puntos merecen ser señalados: Primero, excluyendo el rumano y el asturiano (que lo mantiene para sustancias incontables, como agua y fueya [‘hojarasca’]), los tres géneros, masculino, femenino y neutro, son reducidos a dos por la eliminación del neutro. Así, el término latino folia —nominativo y acusativo neutro plural de folium, ‘hoja’— es reinterpretado como un femenino. Es el caso, por ejemplo, en español, donde se vuelve hoja, mas también en el francés feuille, en el italiano foglia, el romanche föglia, el valón fouye, el portugués folha, el catalán fulla, el occitano fuèlha, etc. (todos términos femeninos). 
Además, las lenguas románicas desarrollaron un sistema de artículos determinados, desconocidos en latín clásico. Así, en español, “el” y “la” provienen respectivamente de los pronombres y adjetivos demostrativos ille e illa (más un neutro “lo” < illud); igualmente en italiano para il y la (así como lo < illum), en francés para le y la de los demostrativos illum e illa respectivamente, etc. El rumano se distingue por ser la única lengua románica en la cual el artículo va postpuesto: om (‘hombre’), om-ul (‘el hombre’). Los artículos indeterminados, por su parte, provienen simplemente del numeral unus, una (y unum en el neutro), que, en latín, habrían podido servir con este uso.
Finalmente, el sistema del adjetivo es revisado: mientras que los grados de intensidad eran marcados por sufijos, las lenguas románicas no se servían más que de un adverbio delante del adjetivo simple, ya sea magis (que devino en “más” en español, mai en occitano y en rumano, mais en portugués, més en catalán, etc.) ya sea plus (più en italiano, plus en francés, pus en valón, plu en romanche, etc.). Así, para decir “más grande” (comparativo de superioridad) en latín clásico era suficiente grandior. En español hace falta “más grande”, en italiano più grande, etc. Igualmente, el superlativo “el más grande” se decía grandíssimus en latín clásico, pero “el más grande” e il più grande en esas mismas lenguas.

#### Sistema verbal
Las conjugaciones latinas se modificaron profundamente, principalmente por la creación de tiempos compuestos: así nuestro “he cantado”, el francés j'ai chanté, el italiano "ho cantato", el occitano ai cantat o el catalán he cantat vienen de un habeo cantátu(m) vulgar, que no existe en latín clásico. El uso de verbos auxiliares “ser” y “haber”, es notable: el latín ya usaba “ser” en su conjugación, pero no de manera tan sistemática como en las lenguas románicas, que han generalizado su uso para crear un juego completo de formas compuestas respondiendo a las formas simples. Generalmente las formas compuestas marcan el aspecto finalizado de la acción.
Un modo nuevo aparece, el condicional (atestiguado por primera vez en una lengua románica en la Secuencia de Santa Eulalia, construido a partir del infinitivo (a veces modificado) seguido de las desinencias del imperfecto: vivir + -ía genera “viviría” en español, asturiano, gallego y portugués, así “vivrais” en francés, “viuriá” en occitano, “viuria” en catalán. A notar algunas de las modificaciones de la raíz: “haber + ía” > “habría” y no “*habería” o devoir + ais > devrais y no *devoirais. De igual manera, el futuro clásico es abandonado por una formación comparable a la del condicional, es decir, el infinitivo seguido del verbo haber (o precedido, como en el caso sardo): así cantare habeo (‘yo he de cantar’) da “cantaré” en español y catalán, cantarai en occitano, cantarei en gallego y portugués, je chanterai en francés, etc.
La forma pasiva se elimina a favor de un sistema compuesto que ya existía en latín (cantátur, ‘es cantado’, en latín clásico se convierte en est cantatus, que en latín clásico significa ‘ha sido cantado’). Finalmente, algunas conjugaciones irregulares (como la velle, en francés "vouloir") son rectificadas, aunque muchas mantienen su carácter irregular en las lenguas románicas, y se dejan de usar los verbos deponentes .

### El léxico del latín vulgar
El latín vulgar y el latín clásico no difieren solamente en aspectos fonológicos y fonéticos, sino también por el léxico; las lenguas románicas, de hecho, no usan más que en proporción variable el vocabulario clásico. A menudo se retienen términos populares, eliminando los propios de la lengua más culta.
Algunas palabras latinas han desaparecido completamente y han sido reemplazadas por su equivalente popular: caballo, equus en latín clásico (de dondre provendría "equitación" en español, por ejemplo, o "equino" como sinónimo de "caballo"), pero caballus (palabra, quizás, de origen celta que significaba ‘penco’ o ‘jamelgo’) en latín vulgar. La palabra se encuentra en todas las lenguas románicas: cavalo en portugués, caval en occitano, cavall en catalán, cabalo en gallego, caballu en asturiano, cavallo en italiano, cal en rumano, chavagl en romanche, cheval en francés, tchvå en valón, etc.
Por otra parte, si ciertos términos clásicos han desaparecido, no siempre han sido reemplazados necesariamente por la misma palabra en latín vulgar. El término culto en latín clásico correspondiente a ‘hablar’ es loqui (pronunciado "locui"). Fue sustituido por:
- parabolare (palabra tomada de la liturgia cristiana y de origen griego; literalmente ‘hablar con parábolas’): italiano parlare, catalán y occitano parlar, francés parler, etc.;
- fabulare (literalmente: ‘fabular’, hablar de o contar fábulas): español hablar, gallego, asturiano y portugués falar, sardo faedhàre, etcétera.

Finalmente, algunas lenguas romances continuaron usando las formas clásicas, mientras otras menos conservadoras, se sirvieron de las formas vulgares. El ejemplo empleado tradicionalmente es el del verbo “comer”:
- latín clásico edere: se encuentra en forma compuesta —y por lo tanto menos “noble”— en español, asturiano, gallego y portugués comer (de comedere) ;
- latín vulgar manducare (literalmente ‘masticar’): en francés manger, occitano manjar, italiano mangiare, catalán menjar, o en rumano a mânca, por ejemplo.

## Del latín arcaico al latín clásico
Del latín arcaico se conservan algunos pocos documentos como la inscripción Duenos o el Senatus consultum de Bacchanalibus. Esos documentos son escasos pero permiten confirmar lo que puede inferirse a partir de la lingüística indoeuropea sobre ciertos cambios fonéticos que se produjeron en el paso del latín arcaico al latín clásico:
- ei > ī, pIE *deik- 'indicar' > latín clásico dīcere 'decir, indicar', deiva > dīva 'diosa', veiso > vīrus, eisa > īra.
- eu > ou > ū, latín arc. leuks > louks > lūx luz, leuks-na > louksna > lūna 'luminosa, luna', leuks-men > louksmen > lūmen 'lumbre'.
- ue > o: duenos > bonus 'bueno'.
- oi > ū: phoinicos > pūnicus 'fenicio', skoito > scūtum 'escudo, kuoisa > cūra, *oinos > ūnus 'uno', *oiva > ūva 'uva' junto con casos en los que este cambio no se da como poina > poena 'castigo', o casos en los que oi > ī como en la marca del nominativo plural de la segunda declinación (temas en -o).
- du > b: duis > bis 'dos veces', duenos > duonos > bonus, duenlom > bellum.
- sr > br: sosorinos (de sosor) > sosrinos > sobrinus, funesris > funebris.
- ksl > sl > l, ksm > sm > m, ksn > sn > n: Simplificación de los grupos indoeuropeos: pIE: alsno > alnus 'aliso',  anaslos > anhēlus, teksla > tela (cfr. textil), mukslos > mulus (ELD: 394), *pagsla > pāla, *aksla > āla 'sobaco', leuksna < lūna, aveksna > avena, raksna > rana, araksnia > aranea 'araña', pleuksma > plūma, etc.
- rotacismo: sosor > soror 'hermana', eisa > īra 'ira', ausosa > aurora 'aurora'. También reconocible por las diversas irregularidades que dejó en la flexión. Por ejemplo, la forma del latín arcaico *corpos >  corpus 'cuerpo' no presenta cambio en -s por no estar entre vocales, pero en cambio el genetivo (y el resto de casos) sí muestra rotacismo *corposis >  corporis 'del cuerpo', por lo que en latín clásico corpus muestra una declinación irregular por causa del rotacismo.

En el plano morfofonémico las formas de participio en -tos experimentaron cambios frente a -d, -t, ..., como en:
arc. *tondese > cl. tondere 'afeitar' con participio: arc. *tond+tos > tonsos > cl. tonsus 'afeitado'.
arc. *mittese > cl. mittere 'enviar' con participio: arc. *mit-tos > missos > cl. missus 'enviado'